# Višnjan
Višnjan (wł. Visignano) – wieś w Chorwacji, w żupanii istryjskiej, siedziba gminy Višnjan. W 2011 roku liczyła 694 mieszkańców.